# Knotsslakken
Knotsslakken (Tergipedidae) zijn een familie van weekdieren uit de klasse van de Gastropoda (slakken).

## Geslachten
- Tergipes Cuvier, 1805
  - = Psiloceros Menke, 1844